# 韦尔容
韦尔容（法語：Verjon，法語發音：[vɛʁʒɔ̃]）是法国东部安省的一个市镇，属于布雷斯地区布尔格区。

## 地理
韦尔容（46°20'45"N, 5°21'4"E）面积5.11 平方千米，位于法国奥弗涅-罗讷-阿尔卑斯大区安省，该省份为法国东部省份，北起汝拉省，西北接索恩-卢瓦尔省，西接罗讷省和里昂大都会，南至伊泽尔省，东与萨瓦省、上萨瓦省和瑞士接壤。
与韦尔容接壤的市镇（或旧市镇、城区）包括：库尔芒古、萨拉夫尔、维勒莫捷。

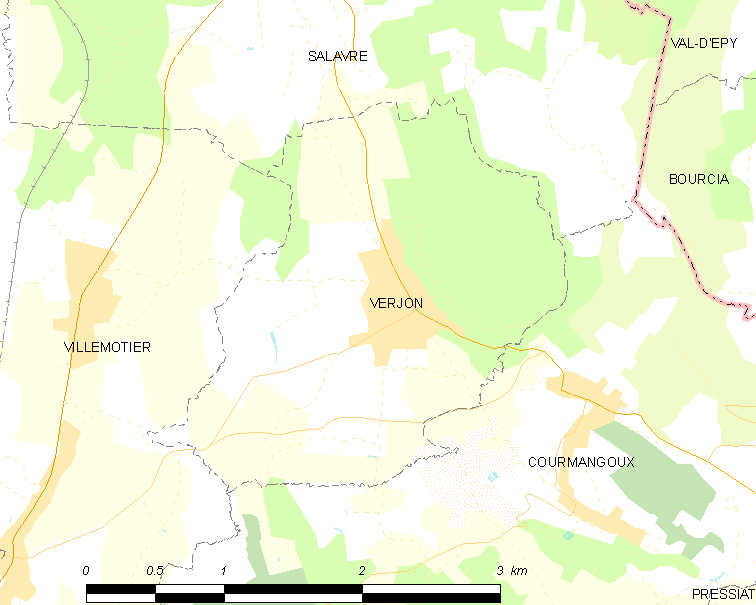
韦尔容的OSM定位图

韦尔容的时区为UTC+01:00、UTC+02:00（夏令时）。

## 行政
韦尔容的邮政编码为01270，INSEE市镇编码为01432。

## 政治
韦尔容所属的省级选区为圣艾蒂安迪布瓦县。

## 人口

1962-2008年间韦尔容人口变化图示

韦尔容于2022年1月1日时的人口数量为343人。